# 中南省
中南省（西班牙語：Centro Sur）是非洲國家赤道幾內亞的一個省，位於木尼河地区中部，北鄰喀麥隆，南鄰加彭。面積9,931平方公里，2015年人口141,986人。首府埃維納永。